# 36e cérémonie des Filmfare Awards
La 36e cérémonie des Filmfare Awards s'est déroulée le 9 mai 1991 à Bombay en Inde.

## Palmarès
| Catégorie                                 | Lauréat |
| ----------------------------------------- | --- |
| Meilleur film                             | Ghayal - produit par Dharmendra - réalisé par Rajkumar Santoshi - avec Sunny Deol, Meenakshi Sheshadri, Raj Babbar et Amrish Puri |
| Meilleur réalisateur                      | Rajkumar Santoshi (Ghayal) |
| Meilleur acteur                           | Sunny Deol (Ghayal) |
| Meilleure actrice                         | Madhuri Dixit (Dil) |
| Meilleur acteur dans un second rôle       | Mithun Chakraborty (Agneepath) |
| Meilleure actrice dans un second rôle     | Rohini Hattangadi (Agneepath) |
| Meilleure prestation dans un rôle comique | Kader Khan (Baap Numberi Beta Dus Numberi)                                                                                        |
| Meilleur espoir                           | - |
| Meilleur compositeur                      | Nadeem - Shravan (Aashiqui) |
| Meilleur parolier                         | Sameer pour « Nazar Ke Samne » (Aashiqui)                                                                                         |
| Meilleur chanteur de playback             | Kumar Sanu pour « Ab Tere Bin » (Aashiqui)                                                                                        |
| Meilleure chanteuse de playback           | Anuradha Paudwal pour « Nazar Ke Samne » (Aashiqui)                                                                               |
| Meilleure histoire                        | Rajkumar Santoshi (Ghayal) |
| Meilleur scénario                         | Basu Chatterjee (Kamla Ki Maut)                                                                                                   |
| Meilleurs dialogues                       | Suraj Sanim (Daddy) et Dr. Rahi Masoom Reza (Lamhe)                                                                               |
| Meilleure photographie                    | Rajan Kothari (Ghayal) |
| Meilleure direction artistique            | Nitish Roy (Ghayal) |
| Meilleure chorégraphie                    | Saroj Khan pour « Hum Ko Aaj » (Sailaab)                                                                                          |
| Meilleur son                              | - |
| Meilleur montage                          | V.N. Nayekar (Ghayal) |

## Récompenses spéciales
- Lux Face : Pooja Bhatt
- Lifetime Achievement Award : Amitabh Bachchan

## Récompenses des critiques
| Catégorie            | Lauréat                |
| -------------------- | ---------------------- |
| Meilleur film        | Kasba de Kumar Shahani |
| Meilleure prestation | Anupam Kher (Daddy)    |